# Rappresentante OSCE per la libertà dei media
Il Rappresentante OSCE per la libertà dei media (OSCE RFoM) è un'istituzione di monitoraggio della libertà d'espressione attraverso i media in tutti i 57 stati membri partecipanti alla Organizzazione per la sicurezza e la cooperazione in Europa (OSCE). Il rappresentante fornisce un primo allarme sulle violazioni della libertà di espressione e promuove il pieno rispetto dei principi e degli impegni dell'OSCE in materia di libertà di espressione e libertà di stampa.
Il Rappresentante OSCE per la libertà dei media è l'unica istituzione intergovernativa volta a salvaguardare la libertà dei media al mondo. L'ufficio ha sede a Vienna, Austria ma il Rappresentante può condurre visite ufficiali negli Stati partecipanti.

## Attività dell'RFoM
Nei casi in cui si sono verificate gravi violazioni, il Rappresentante cerca contatti diretti con lo Stato accusato e le altre parti coinvolte, valuta i fatti e aiuta a risolvere i problemi. Il Rappresentante raccoglie e riceve informazioni sulla situazione dei media da una varietà di fonti, inclusi gli Stati partecipanti all'OSCE, ONG e organizzazioni dei media. Il rappresentante incontra direttamente i governi degli stati membri.
Le priorità del Rappresentante OSCE per la libertà dei media includono la sicurezza dei giornalisti e la libertà di internet. Inoltre, il Rappresentante difende la decriminalizzazione della diffamazione e il diritto dei giornalisti di scrivere articoli critici sulle istituzioni e i rappresentanti pubblici. In seguito alle rivelazioni secondo le quali diversi giornalisti sarebbero stati spiati attraverso l'uso di software specializzati, il Rappresentante ha fortemente condannato tale pratica. In caso di attacchi violenti ai giornalisti, il rappresentante provvede a darne comunicazione per informare dei fatti e mettere pressione ai governi nazionali affinché provvedano rapidamente ad investigare sull'accaduto e a punire i colpevoli. Tale attività rientra nella sua funzione di "media watchdog", volta ad attirare l'attenzione del pubblico e dei governi.
Altra priorità dell'Ufficio del Rappresentante è l'accesso alle informazioni, e su tale tematica collabora con gli Stati per migliorare la legislazione al fine di garantire la libertà di informazione ai cittadini degli Stati partecipanti all'OSCE, dato che questi ultimi hanno riconosciuto che si tratta di una libertà alla base del progresso e dello sviluppo.
Ogni anno l'Ufficio del Rappresentante rilascia una dichiarazione congiunta, insieme al Relatore Speciale delle Nazioni Unite sulla Libertà di Opinione e di Espressione e al Relatore Speciale sulla Libertà di Espressione dell'Organizzazione degli Stati americani che richiama l'attenzione sui problemi relativi alla libertà di espressione in tutto il mondo.

## Altri enti
Il rappresentante dell'OSCE è uno dei quattro meccanismi internazionali per la promozione della libertà di espressione. Gli altri sono:
- Relatore speciale delle Nazioni Unite
- Relatore speciale dell'OSA
- Relatore speciale per la libertà di espressione della Commissione africana sui diritti umani e dei popoli.

## Rappresentanti passati e attuale
- Freimut Duve (Germania): 1998-2004
- Miklós Haraszti (Ungheria): 2004-2010
- Dunja Mijatović (Bosnia ed Erzegovina): 2010-2017
- Harlem Désir (Francia): 2017-2020
- Teresa Ribeiro (Portogallo): 2020-